# ATP Challenger Lippstadt
Der ATP Challenger Lippstadt (offiziell: Lippstadt Challenger) war ein Tennisturnier, das zwischen 1993 und 1998 in Lippstadt, Deutschland, stattfand. Es gehörte zur ATP Challenger Tour und wurde in der Halle auf Teppich gespielt. Arne Thoms und Alexander Mronz gewannen je einen Titel im Einzel und Doppel und sind damit die einzigen mehrfachen Turniersieger.

## Liste der Sieger

### Einzel
| Jahr | Sieger            | Finalgegner        | Ergebnis        |
| ---- | ----------------- | ------------------ | --------------- |
| 1998 | Dirk Dier         | Marzio Martelli    | 7:6, 4:3 aufgg. |
| 1997 | Arne Thoms        | Dirk Dier          | 7:6, 6:3        |
| 1996 | Hendrik Dreekmann | Patrik Fredriksson | 6:3, 6:4        |
| 1995 | Lars Burgsmüller  | Jonas Svensson     | kampflos        |
| 1994 | Karol Kučera      | Fernon Wibier      | 6:4, 6:2        |
| 1993 | Alexander Mronz   | David Engel        | 7:6, 6:2        |

### Doppel
| Jahr | Sieger                            | Finalgegner                     | Ergebnis      |
| ---- | --------------------------------- | ------------------------------- | ------------- |
| 1998 | Andrew Richardson Myles Wakefield | Raemon Sluiter Peter Wessels    | 4:6, 7:6, 6:4 |
| 1997 | Henrik Holm Nils Holm             | Fredrik Bergh Rikard Bergh      | 7:6, 7:6      |
| 1996 | T. J. Middleton Chris Woodruff    | Jeff Belloli Aleksandar Kitinov | 7:5, 7:5      |
| 1995 | Bill Behrens Mathias Huning       | Bret Garnett T. J. Middleton    | 6:4, 3:6, 7:6 |
| 1994 | Alexander Mronz Arne Thoms        | Marius Barnard Brent Haygarth   | 6:2, 6:4      |
| 1993 | Filip Dewulf Martin Laurendeau    | David Engel Peter Nyborg        | 7:6, 4:6, 7:6 |